# Bermo
Bermo é uma vila no distrito de Bokaro, no estado indiano de Jharkhand.

## Demografia
Segundo o censo de 2001, Bermo tinha uma população de 16 954 habitantes. Os indivíduos do sexo masculino constituem 53% da população e os do sexo feminino 47%. Bermo tem uma taxa de literacia de 58%, inferior à média nacional de 59,5%; com 61% para o sexo masculino e 39% para o sexo feminino. 15% da população está abaixo dos 6 anos de idade.